# Pintura Ming

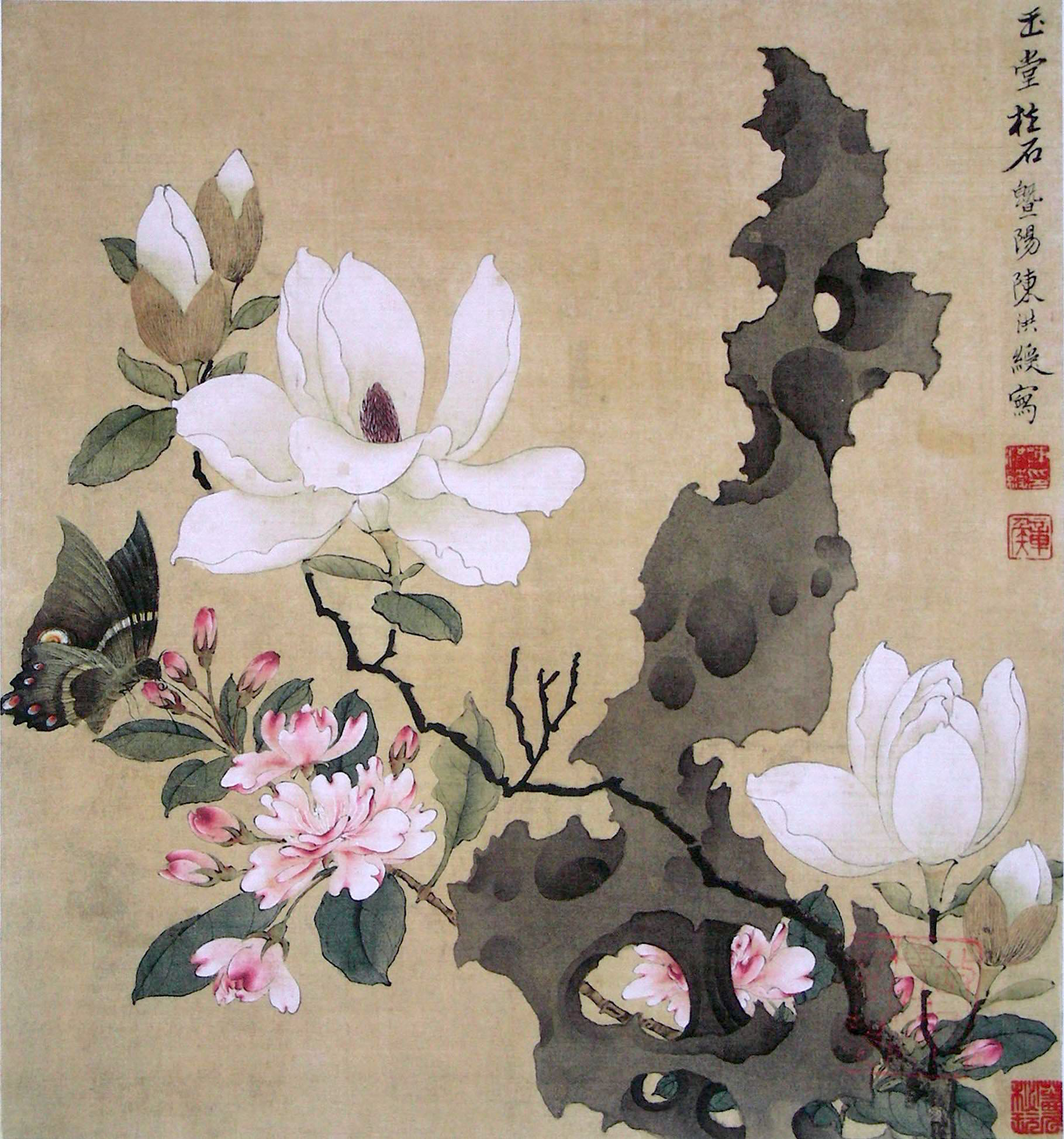
Pintura de una hoja del álbum de flores, por Chen Hongshou (1598 a 1652).

La Pintura Ming es la pintura que se desarrolló durante la dinastía Ming (1368-1644), la pintura china avanzó todavía más, basándose en los logros en el arte realizados durante las anteriores dinastías Song y la Yuan. Las técnicas de pintura que se inventaron y desarrollaron antes del periodo Ming se convirtieron en clásica durante este periodo. Más colores fueron usados durante esta dinastía, especialmente el marrón. Muchas de las posibilidades de pintura y técnicas fueron innovadas y desarrolladas, la caligrafía se hizo más estrecha y perfectamente combinada con el arte de la pintura. La pintura china alcanzó otro nuevo punto culminante a mediados y finales del mandato Ming. La pintura desarrollada en gran escala, hizo que surgieran muchas nuevas escuelas, y maestros excelentes.

## Desarrollo

### Primer periodo Ming

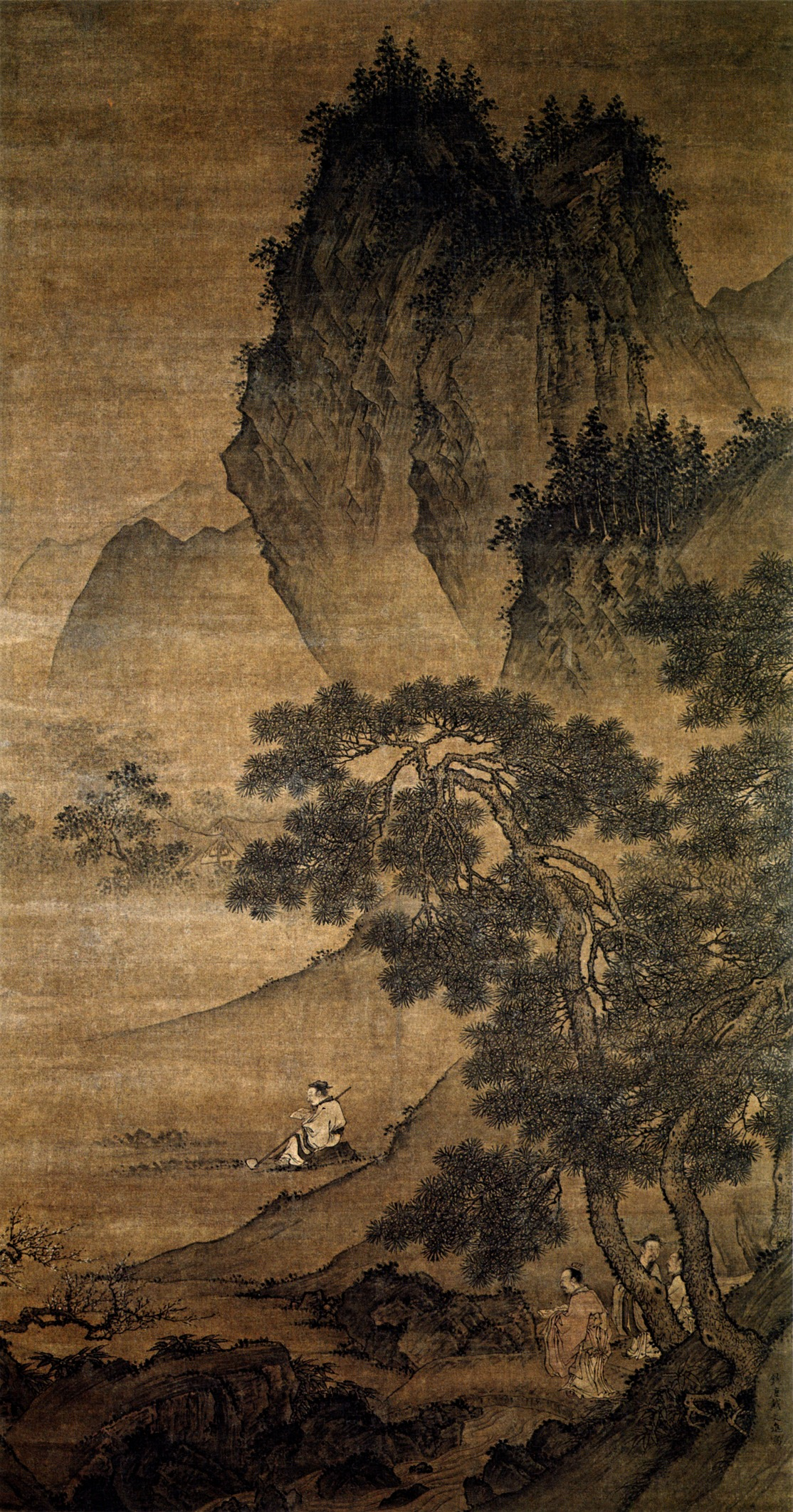
Un anacoreta, por Dai Jin, fundador de la Escuela Zhe de pintura.

Aproximadamente de 1368-1505, de la era de Hongwu (洪武) a la era de Hongzhi (弘治).
Las escuelas de pintura de la dinastía Yuan aunque se mantuvieron en el primer periodo Ming, pero rápidamente desaparecieron o cambiaron sus estilos. Los movimientos de pintura que fueron desarrollados y madurados durante el periodo Yuan, aunque influyeron en la pintura temprana de Ming. Pero nuevas escuelas nacieron y crecieron. La escuela de Zhe y la escuela Yuanti que fueron apoyadas por la corte real, fueron las escuelas dominantes durante el periodo Ming. El estilo académico o erudita de la pintura Renwen, (en chino:人文畫), se hizo más popular. Las dos nuevas escuelas estuvieron muy influidas por las tradiciones de la academia de pintura Song del Sur y de los artistas académicos de la dinastía Yuan.

### Periodo medio Ming

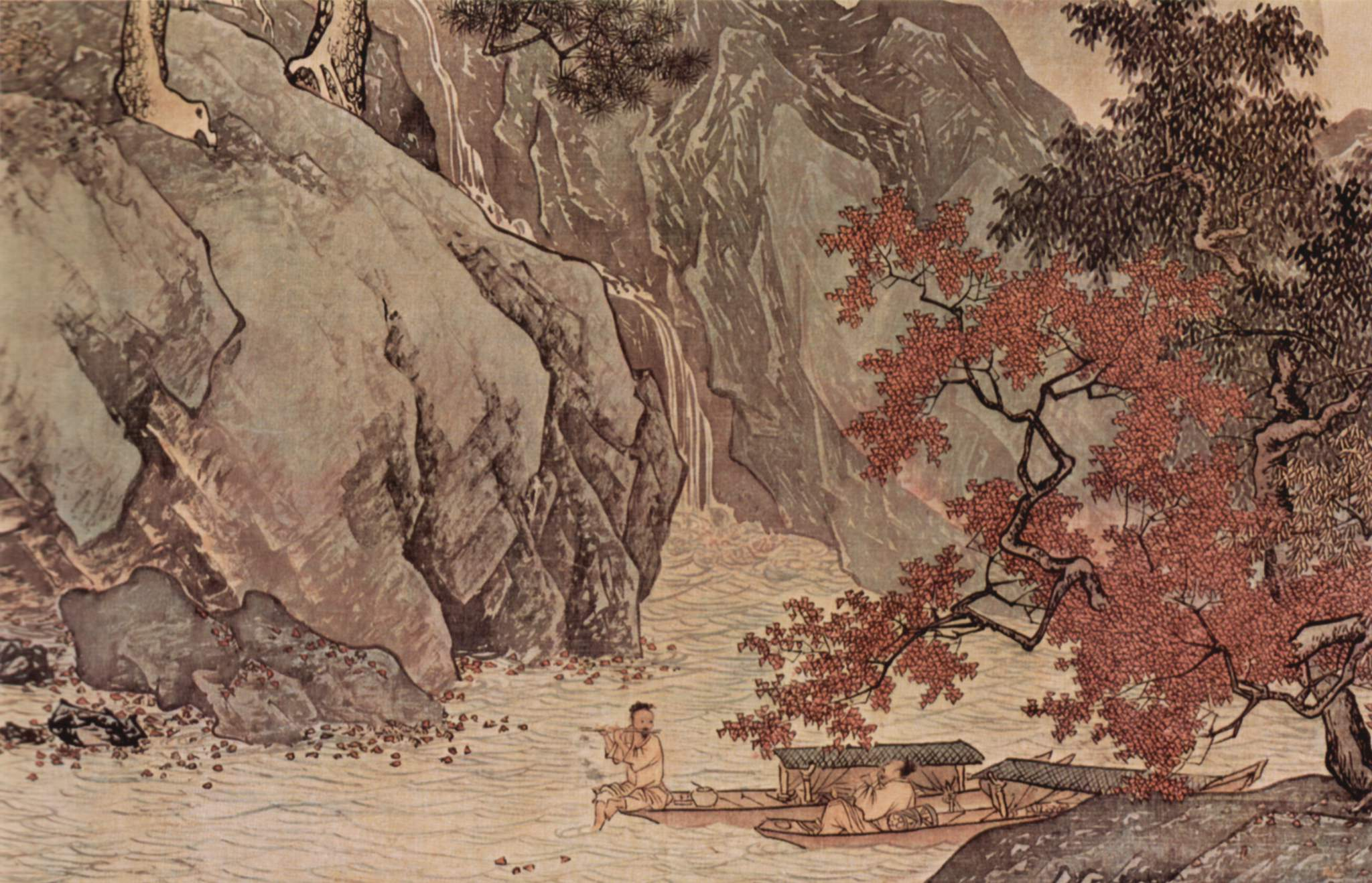
Un pescador en otoño, por Tang Yin, 1523.

Aproximadamente de 1465-1566, de la era Chenghua (成化|成化) y la era Jiajing (嘉靖|嘉靖).
La clásica escuela Zhe y la escuela Yuanti fueron desapareciendo. La escuela Wu se convirtió en la más dominante en todo el país. Suzhou, el centro de actividades para los pintores de la escuela Wu, fue el mayor centro de la pintura china durante este periodo.
Los pintores Wu heredaron principalmente la tradición del estilo académico de los artistas Yuan (pintura Renwen,人文畫) y desarrollaron aún más este estilo. Esta escuela estaba formada por un gran grupo de personas, entre ellas la que incluía la relación profesor-alumno -por ejemplo, Shen Zhou fue el maestro de Tang Yin, Wen Zhengming y así sucesivamente- y la relación de la familia -por ejemplo, familia Wen, incluyendo los pintores Wen Zhengming, Wen Jia (文嘉), Wen Boren (文伯仁) y así sucesivamente-.

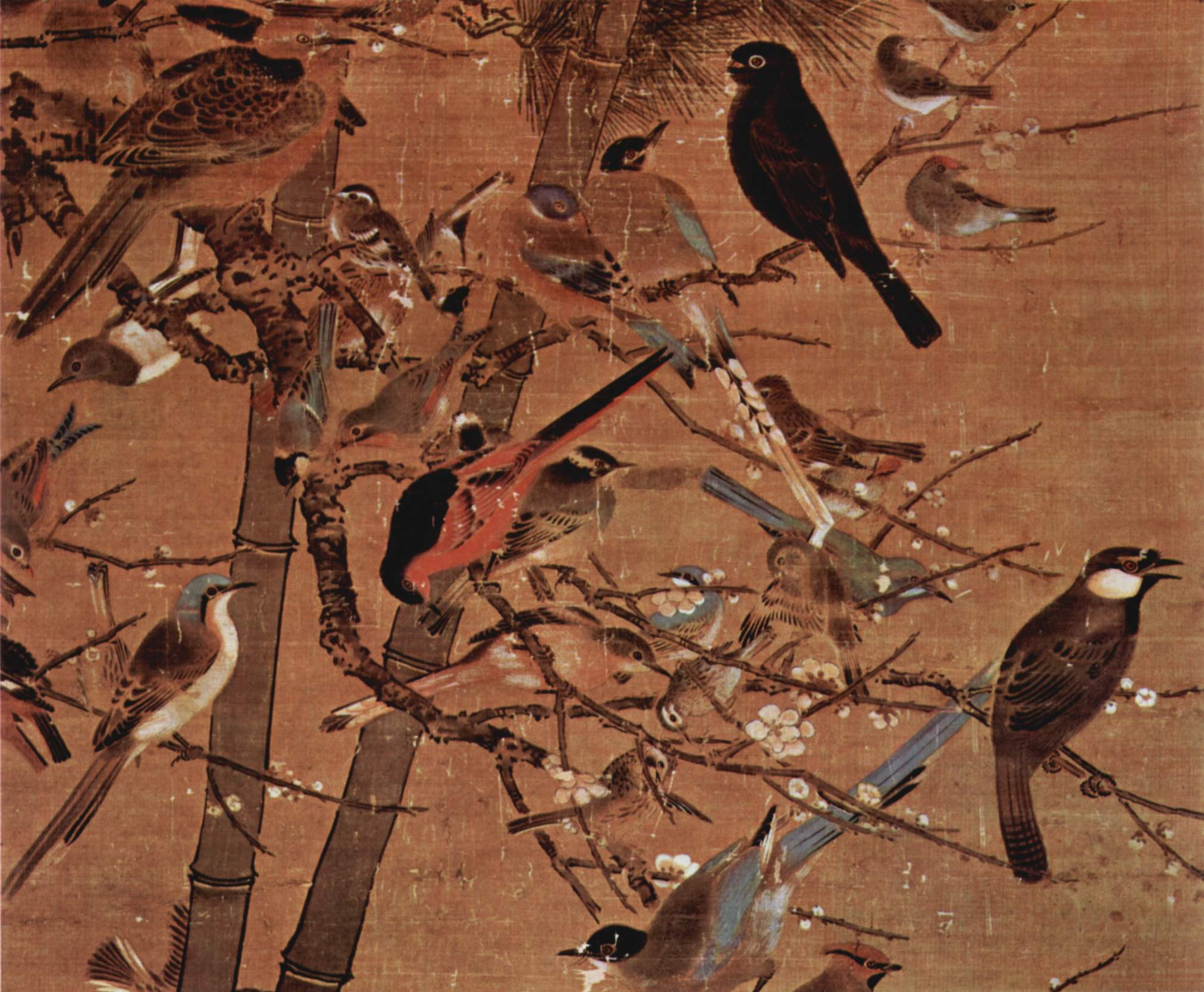
Una pintura de pájaros por Bian Wenzhi, 1413.

Xu Wei (徐渭) de Shaoxing, provincia de Zhejiang desarrolló considerablemente el «estilo agradable» de la pintura china (Xieyi, 寫意畫), especialmente en el «gran estilo agradable» (Daxieyi, 寫意畫). Como un erudito destacado, sus logros se encuentran en el campo de la pintura del artista académico, sobre todo en la pintura de pájaros y de flores.
Chen Chun (陳淳) siguió la enseñanza de la escuela Wu durante sus primeros años y luego desarrolló su propio estilo «agradable» en la pintura Shan shui (pintura de paisaje,山水畫).

### Finales de Ming
Aproximadamente de 1567-1644, de la era Jiajing (嘉靖) a la era Chongzhen (崇禎).
La escuela Songjiang y la escuela Huating nacieron y se desarrollaron, formando los rudimentos de la tardía escuela Haipai o de Shanghái.

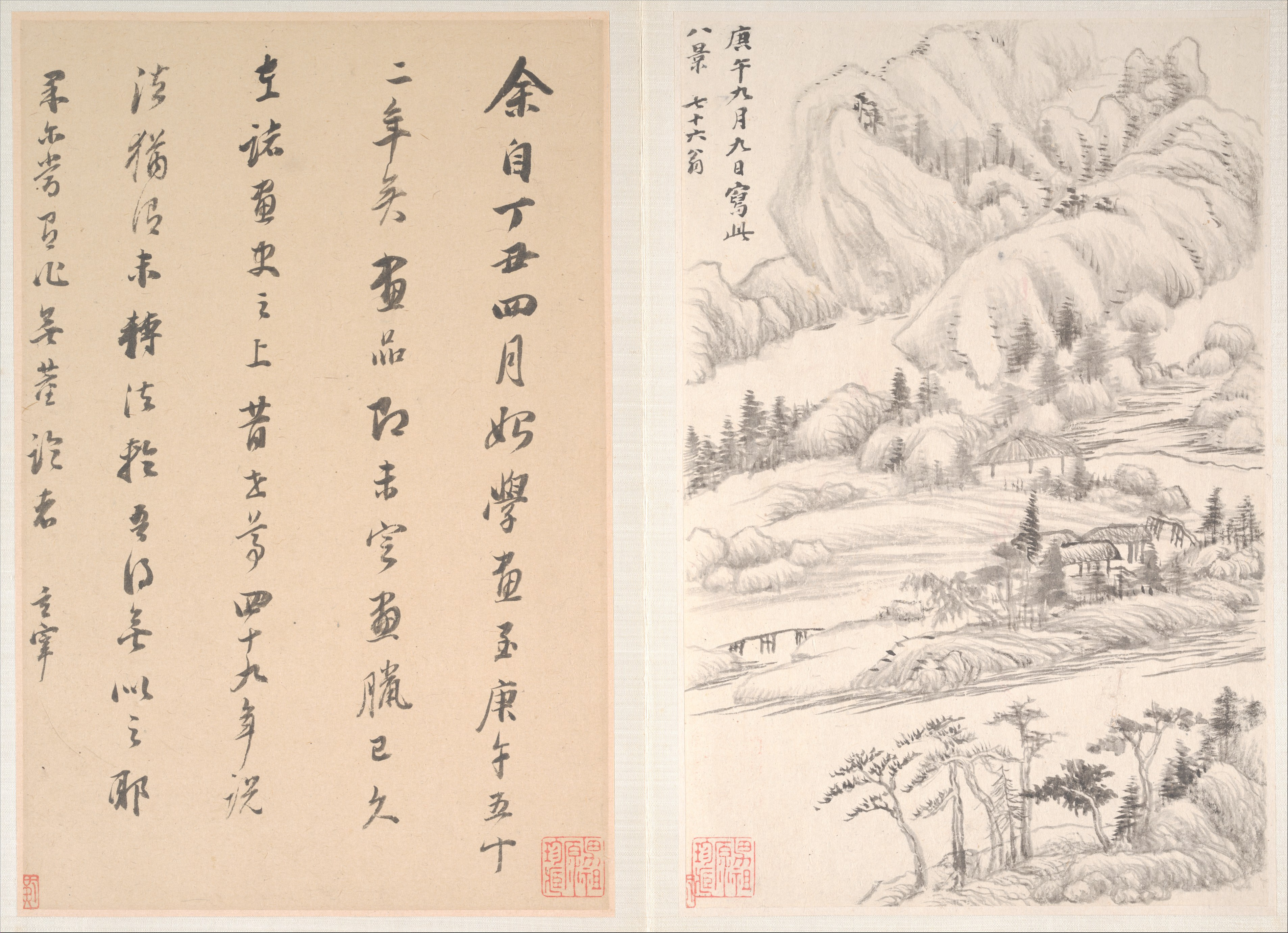
Escuela Huating 1555-1636, Museo Metropolitano de Arte. Nueva York.
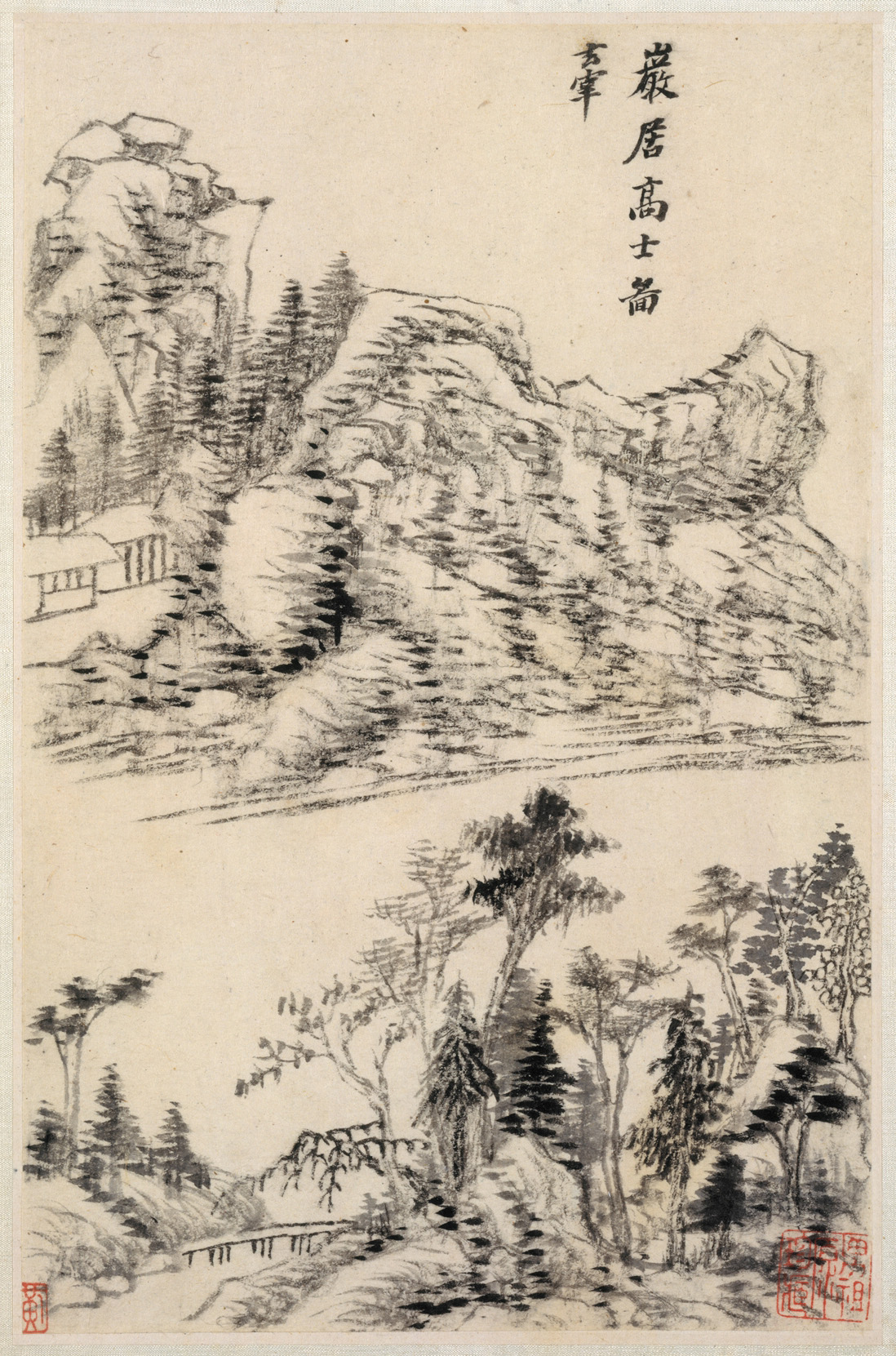
Escuela Huating 1555-1636, Museo Metropolitano de Arte.
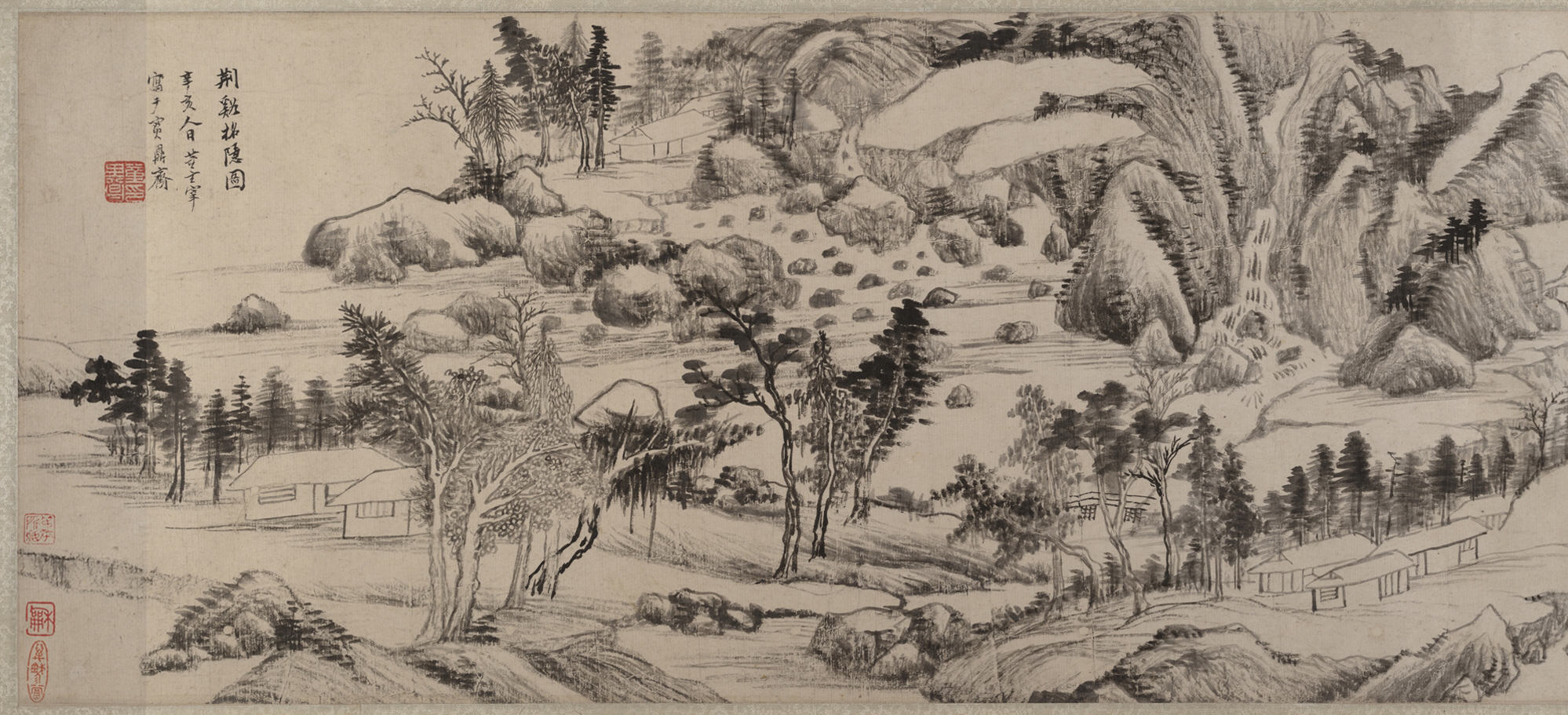
Escuela Huating 1555-1636, Museo Metropolitano de Arte.
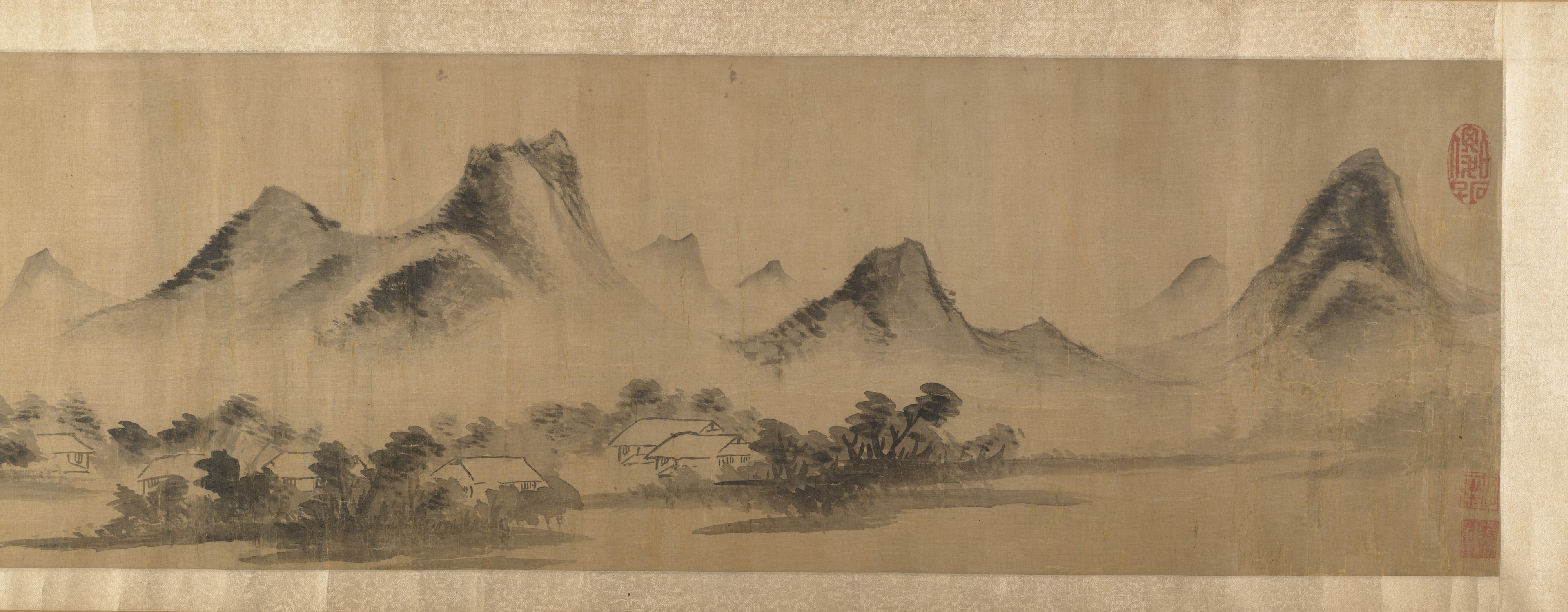
Escuela Huating 1555-1636, Museo Metropolitano de Arte.
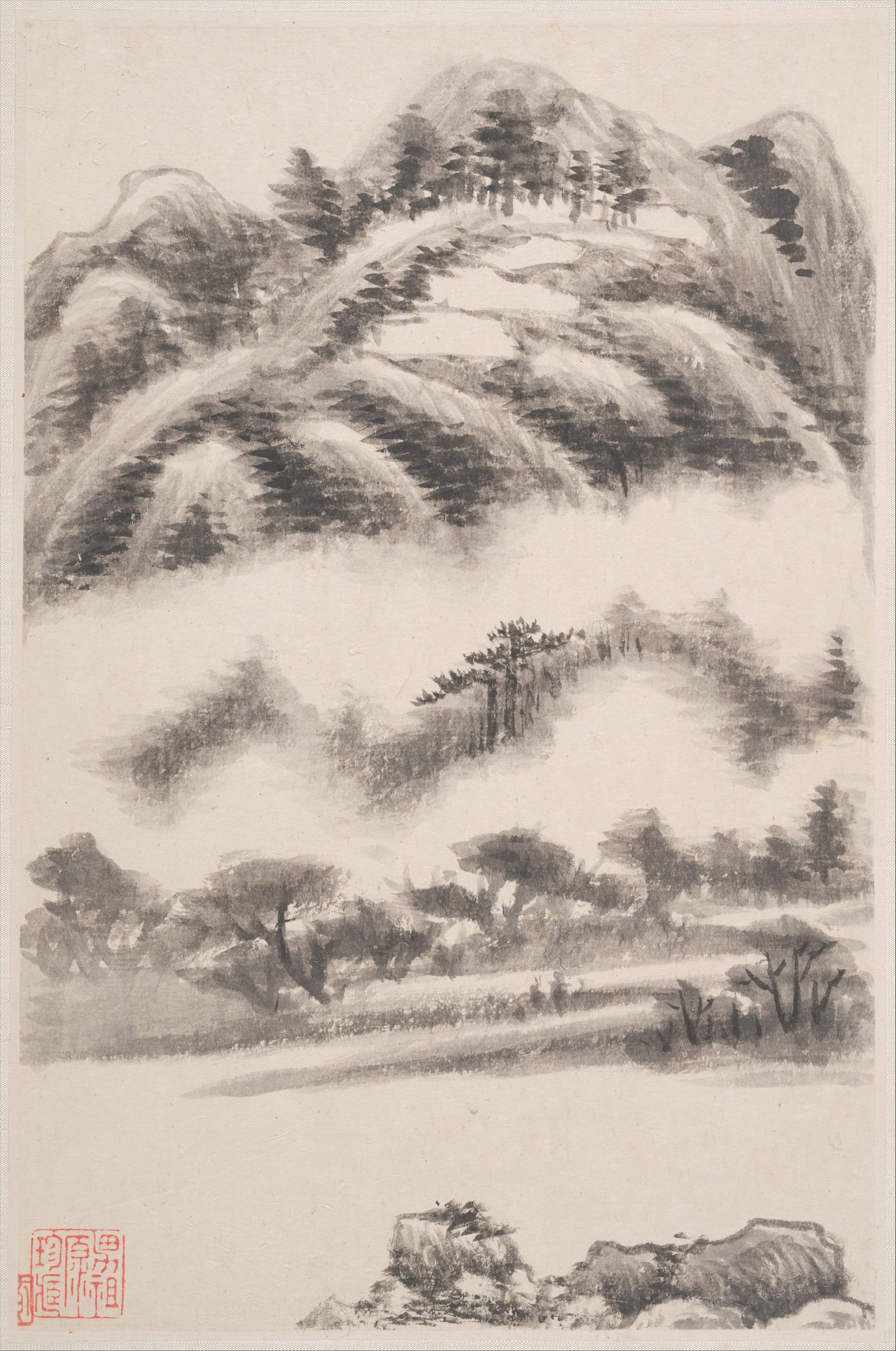
Escuela Huating 1555-1636 Museo Metropolitano de Arte.
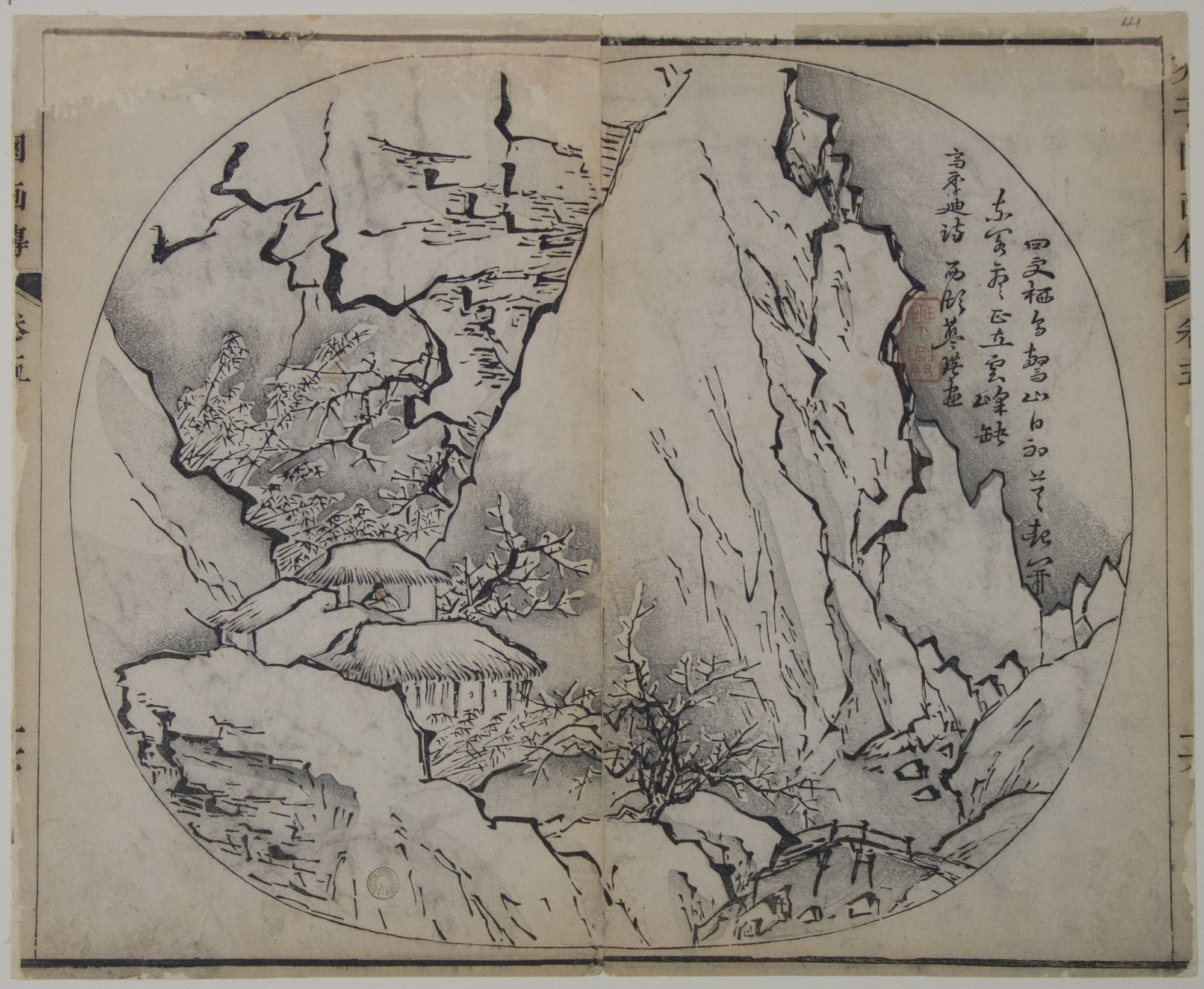
Escuela Huating, circa 1585-1664, Museo Metropolitano de Arte.

## Escuelas y pintores
- Escuela de pintura de Zhejiang (浙派, nombre completo en chino: 浙江畫派) 
  - Escuela de Jiangxia (江夏畫派))
  - Escuela Wulin o Escuela Post-Zhejiang (武林畫派, o 後浙派)

Dai Jin (戴進), Wu Wei ((吳偉)), Lan Ying (藍瑛)
El lugar central para esta escuela fue Hangzhou en la provincia de Zhejiang. La escuela Jiangxia de la provincia de Hubei era una rama de esta escuela. Dai Jin fue el fundador de esta escuela, y también mantuvo una relación muy estrecha con la escuela Yuanti.

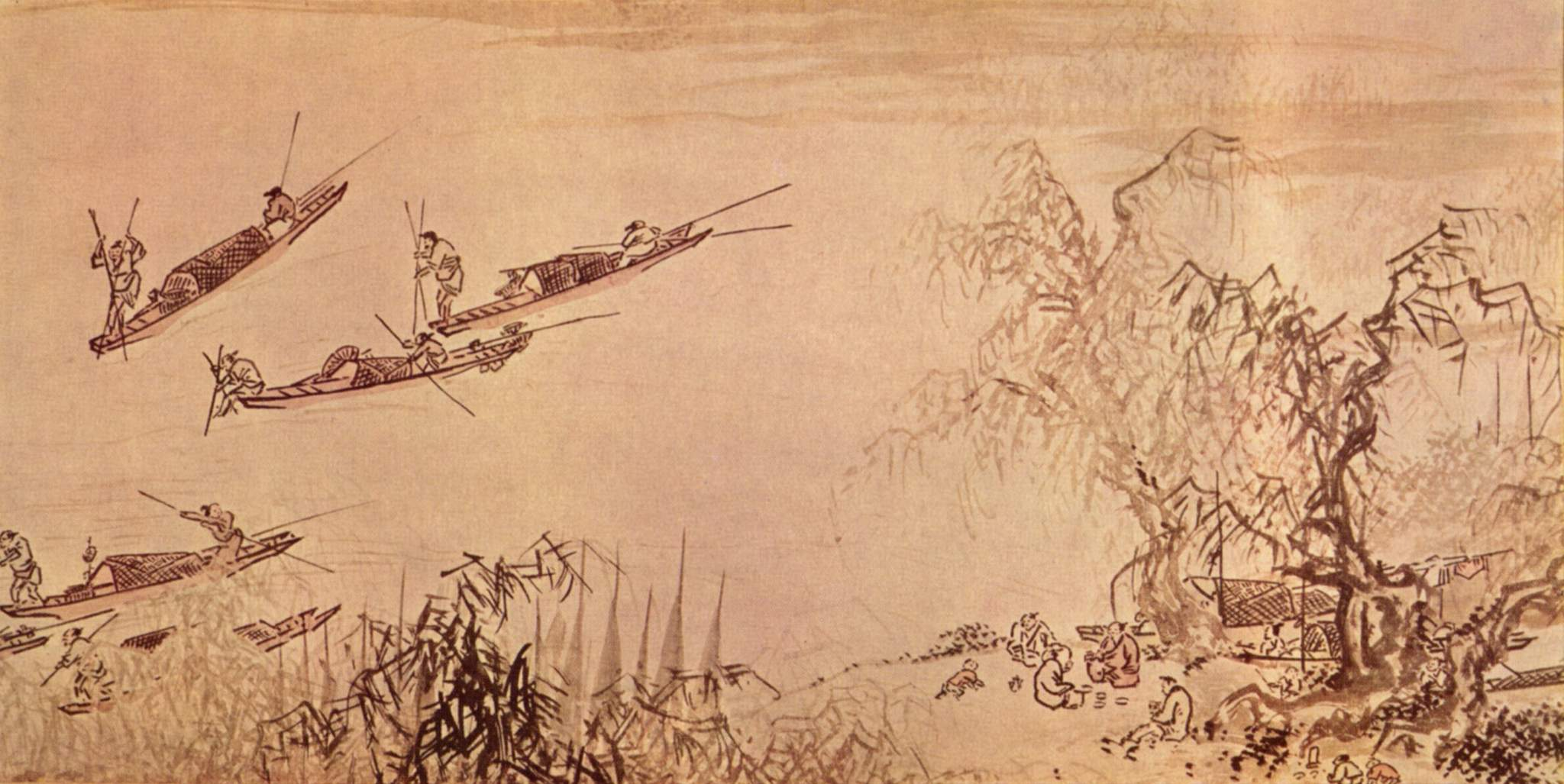
Tinta sobre papel hacia 1400, pintor Dai Jin.

Lan Ying fue el último maestro de esta escuela, junto con los miembros de su familia, formaron una sucursal de la Escuela Zhejiang-Wulin School, porque su familia estaba ubicada en Wulin (武林), un lugar en Hangzhou cerca del Lago Oeste.
La mayoría de los pintores de esta escuela eran nativos de Zhejiang.
- Escuela Yuanti (院體畫派)

Lin Liang (林良), Lv Ji (呂紀)
Esta escuela fue organizada y apoyada por el gobierno central de la dinastía Ming, y sirvió para la corte real. El centro de actividades de esta escuela primero fue en Nankín y luego fue a Beijing debido al cambio de la capital de los Ming.
- Escuela Wu (吳門畫派)

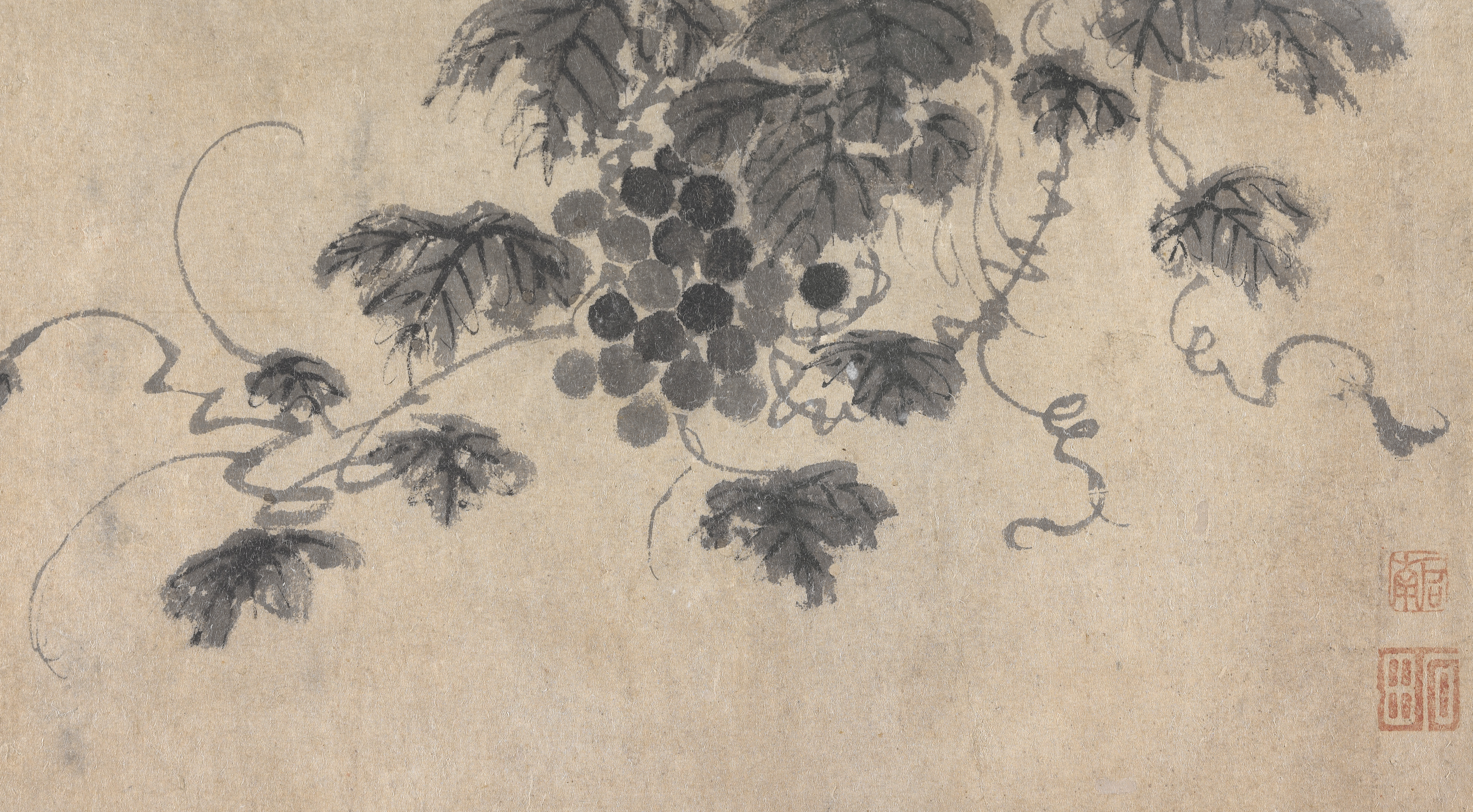
Shen Zhou Rama de árbol frutal Museo de Arte de Indianápolis.

Tang Yin (唐寅), Wen Zhengming (文徵明), Shen Zhou (沈周), Qiu Ying (仇英), Zhou Chen (周臣), Wen Jia (文嘉)
La ubicación principal de esta escuela fue Suzhou, cuyo nombre literario fue Wumen (吳門). Tang Yin, Wen Zhengming, Shenzhou y Qiu Ying, estos cuatro pintores también fueron considerados como los «Cuatro Grandes del Período Ming» en la pintura del período Ming.
- Xieyi Huaniao (寫意花鳥)

Xu Wei ( 徐渭 )
- Xieyi Shangshui (寫意山水)

Chen chun  ( 陈 淳 )
- Escuela Songjiang (松江畫派)

Dong Qichang (董其昌)

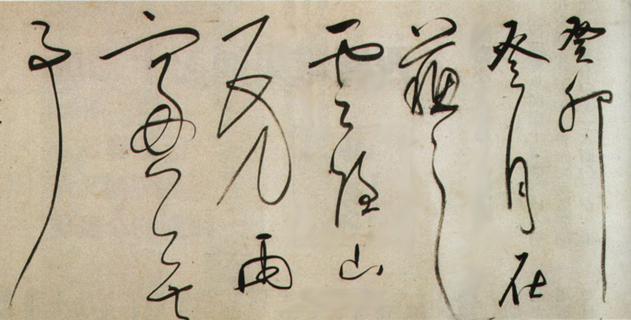
Dong Qichang, caligrafía en cursiva, 1603. Museo Nacional de Tokio.

El lugar principal para esta escuela fue en la parte sur de la provincia de Jiangsu en ese momento, pero ahora parte de Shanghái. Durante la última dinastía Ming, la Escuela Songjiang rivalizó con la Wu, particularmente en la generación de nuevas teorías de la pintura.
- Escuela Huating (華亭畫派)

Zhao Zuo (趙左)
Esta escuela está cerca de la escuela Songjiang.
- Escuela Susong (蘇松畫派)

Esta escuela es similar a la escuela Songjiang.

## Influencia

### Japón

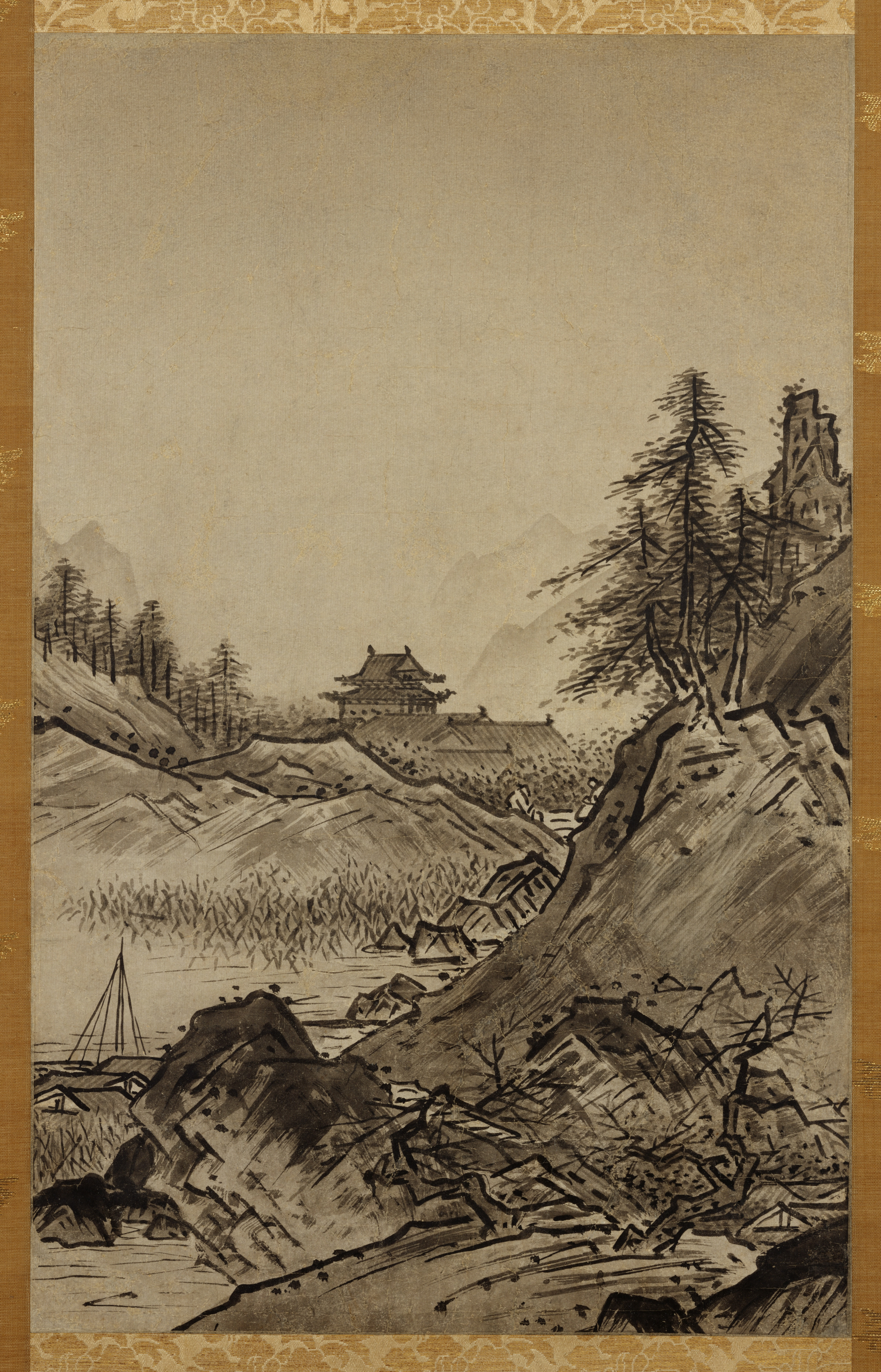
Paisaje, por Sesshū Toyo.

El pintor y monje zen japonés Sesshū Toyo (idioma japonés :雪舟等楊), estudió la pintura realizada durante las dinastías Song y Yuan (chino / japonés:宋元山水畫派) en Japón. Quiso ahondar en la pintura china y el espíritu real del arte chino , por lo que viajó a China de la dinastía Ming, donde residió durante diez años estudiando la pintura realizada con tinta y aguadas de las escuelas Zhejiang y Yuanti. Residió en el templo Tiantong (chino:天童寺) a Mingzhou (明州, ahora Ningbo), y  también pasó algún tiempo en Pekín en el palacio real (Ciudad Prohibida).
Después de regresar a Japón, Sesshū Toyo estableció su escuela y desarrolló su propio estilo de pintura (漢畫派), un estilo mezclado con los elementos tradicionales japoneses nativos, convirtiéndose en el más famoso maestro de la pintura de su época en Japón, y afectando la historia de la pintura japonesa hasta la actualidad.

### Pintura Qing
La pintura Ming sirvió de base para los principios de la pintura de la dinastía Qing, las técnicas, el estilo, los temas y la base teórica. El concepto de norte y sur de las escuelas, desarrollado por Dong Qichang a finales del periodo Ming, influyó en los pintores más académicos, como Wang Yuanqi, así como proporcionó inspiración para atreverse a la originalidad a los pintores «individualistas», como fueron Kun Can y Shitao.